# 横浜市立高田中学校
横浜市立高田中学校（よこはましりつ たかたちゅうがっこう）は、神奈川県横浜市港北区高田町に位置する市立中学校。一般には「高中」（たかちゅう）の愛称で呼ばれる。

## 住所
神奈川県横浜市港北区高田町2439番地
- かつて弥生時代の寺谷戸遺跡があった。

## 交通
- 東急東横線綱島駅または日吉駅からバスで約15分。
- 横浜市営地下鉄グリーンライン高田駅から徒歩で約10分。

## 主な進学先
進学先公立高等学校として、旧横浜東部学区に属する高校および東急東横線、横浜市営地下鉄グリーンライン・ブルーライン沿線の高校が想定される。
《旧横浜東部学区》
- 神奈川県立岸根高等学校
- 神奈川県立港北高等学校
- 神奈川県立城郷高等学校
- 神奈川県立鶴見高等学校
- 神奈川県立鶴見総合高等学校
- 神奈川県立新羽高等学校
- 神奈川県立横浜翠嵐高等学校
- 横浜市立東高等学校

《地下鉄グリーンライン・ブルーライン沿線》(上記以外旧北部/東部学区域まで）
- 神奈川県立川和高等学校
- 神奈川県立新栄高等学校

《東急東横線沿線》（上記以外）
- 神奈川県立神奈川工業高等学校
- 神奈川県立神奈川総合高等学校
- 神奈川県立住吉高等学校
- 神奈川県立横浜平沼高等学校